# Battaglia di Veio (475 a.C.)
La battaglia di Veio del 475 a.C. si svolse tra l'esercito romano guidato dal console Publio Valerio Publicola e quello di Veio e degli alleati Sabini. I Romani ebbero la meglio.

## Antefatto
Negli ultimi due anni i Veienti avevano impegnato duramente i romani, vincendo la Battaglia del Cremera, occupando il Gianicolo, e minacciando seriamente Roma nella Battaglia del Gianicolo, nella quale i Romani erano riusciti a prevalere al prezzo di notevoli perdite, tanto che il console Spurio Servilio Prisco, dovette difendersi dall'accusa di imperizia nella conduzione dell'esercito.
Tutto ciò convinse i Sabini a scendere in campo, alleandosi con i Veienti. I due eserciti, aspettando ulteriori rinforzi dagli Etruschi, si radunarono sotto le mura di Veio, dove posero due campi distinti.
Allora il console Valerio, per prevenire le mosse degli avversari, decise di uscire senza troppo clamore dalla città, accampandosi oltre il Tevere.

## La battaglia
Uscito dal campo durante la notte, Valerio fece marciare ordinatamente l'esercito di notte, in modo da poter attaccare il campo dei Sabini, alle prime luci dell'alba. Grande fu la strage dei nemici, presi di sorpresa dai Romani.
Preso il campo dei Sabini, i Romani provarono ad prendere anche quello dei Veienti, ma questi, ormai avvertiti dal clamore degli scontri, li affrontarono sul campo di fronte agli alloggiamenti. Ed anche quando costretti dai Romani a rientrarvi, i Veienti resistettero ai loro nemici per tutto il resto del giorno e della notte. Solo verso l'alba, i Veienti, disperando ormai di poter resistere ancora, presero a fuggire entro le mura cittadine.
Tra i Romani si distinse particolarmente Spurio Servilio Prisco, legatus del console.

## Conseguenze
Non potendo attaccare le mura fortificate di Veio, dopo aver ottenuto la vittoria campale, i Romani razziarono le campagne dei Sabini, ottenendo il trionfo, quando fecero ritorno a Roma.